# Oxyscelio foveatus
Oxyscelio foveatus är en stekelart som beskrevs av Jean-Jacques Kieffer 1907. Oxyscelio foveatus ingår i släktet Oxyscelio och familjen Scelionidae. Inga underarter finns listade i Catalogue of Life.